# Tereny wodonośne Wrocławia

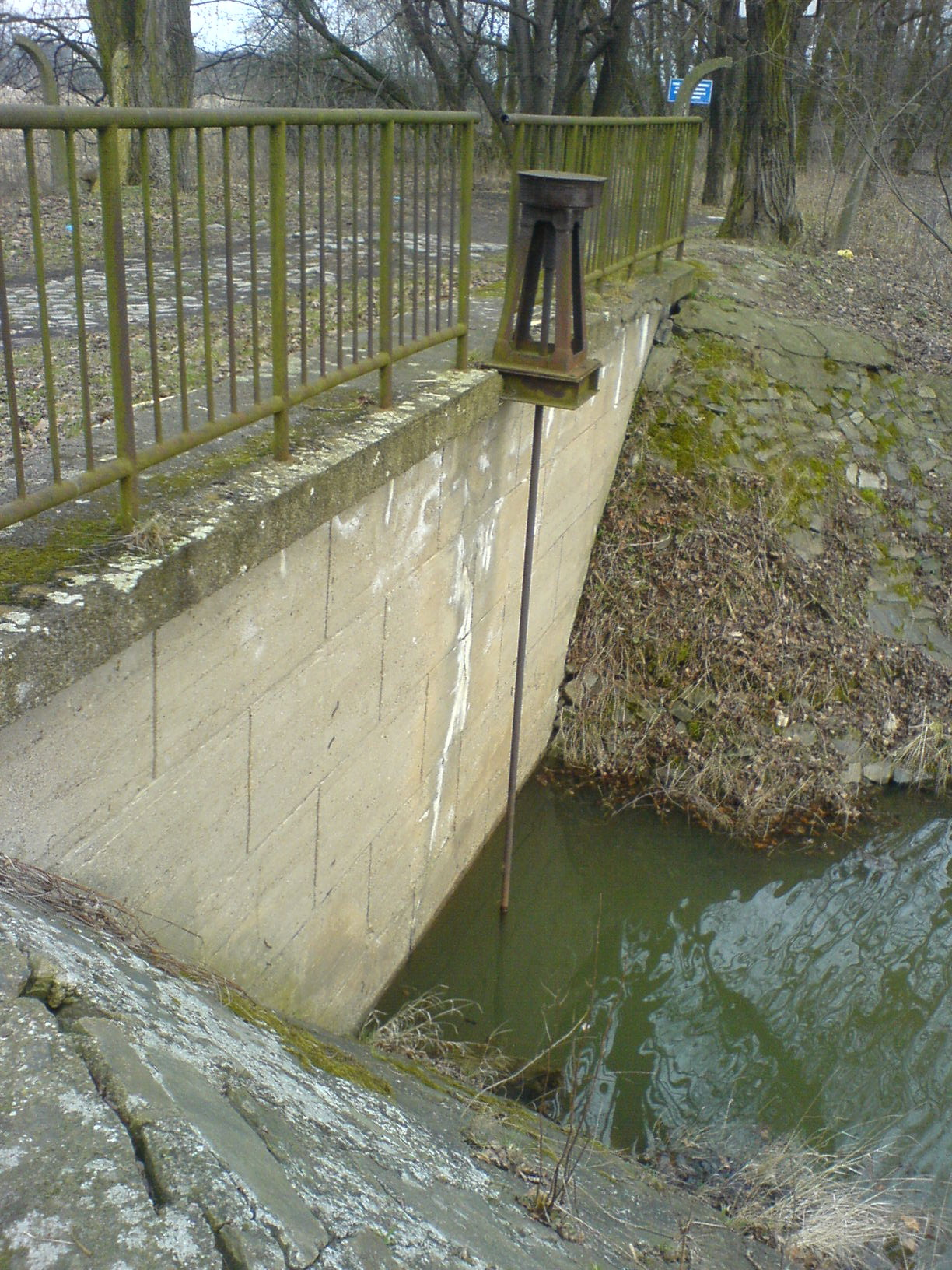
Początek terenów wodonośnych nad Odrą (dalej zakaz wstępu).

Tereny wodonośne Wrocławia – zamknięte tereny znajdujące się w zarządzie Miejskiego Przedsiębiorstwa Wodociągów i Kanalizacji Spółka S.A. we Wrocławiu, wykorzystywane do poboru wody dla potrzeb produkcji i dostaw wody wodociągowej do miejskiej sieci wodociągowej.
Obszary te położone są częściowo w południowo-wschodnim krańcu Wrocławia, około 6 km od centrum, w rejonie osiedli: Świątniki, Bierdzany i Nowy Dom, a częściowo w Gminie Siechnice, pomiędzy miejscowościami: Radwanice, Trestno, Blizanowice, Mokry Dwór i miastem Siechnice. Na północ od terenów wodonośnych przepływa rzeka Odra, same tereny leżą w dolinie rzeki Oława, a na południe od nich przepływa niewielka rzeka Zielona. Obszary te stanowią równocześnie część polderu przeciwpowodziowego Odry.
Na obszarze tym wybudowano odpowiednią infrastrukturę techniczną, między innymi: kanały i stawy infiltracyjne, studnie, rurociągi, przepompownie, obwałowania, drogi, jazy i śluzy, i inne niezbędne elementy infrastruktury. Była ona wielokrotnie rozbudowywana, po zakończeniu II wojny światowej część obiektów wymagała odbudowy, wymianie podlegały również urządzenia i maszyny ze względu na ich zużycie techniczne podczas eksploatacji lub konieczność zastosowania nowocześniejszych rozwiązań technicznych. Mimo znacznej ingerencji człowieka i ciągłej, wieloletniej eksploatacji tych obszarów, stanowią one cenny ekosystem z unikalnym środowiskiem przyrodniczym, między innymi także dzięki ochronie tych obszarów i przestrzegania niezbędnych wymogów dotyczących jakości oraz czystości wody.

## Historia
Do końca XIX wieku Wrocław zaopatrywany był w wodę z największej wrocławskiej rzeki: Odry. W związku z pogarszającą się jakością wody w rzece dostrzeżono konieczność poszukania nowego źródła zaopatrzenia miasta w wodę. Pierwsze koncepcje i wstępne prace projektowa zostały wykonane przez prof. Flügge, inż. Thiema i inż. Wienera w roku 1896. Wskazywały jako właściwe do budowy nowych ujęć wody właśnie współczesne tereny wodonośne Wrocławia. W latach 1902–1904 zbudowano 313 sztuk studni poborowych. W 1901 roku inż. Thiem opracował wstępne projekty budowy pompowni na Świątnikach, która po pewnych modyfikacjach stanowiły podstawę dla realizacji jej budowy w latach 1901–1905. Zbudowano także połączenie kolejką wąskotorową z Portem Ujście Oławy dla zaopatrzenia pompowni w węgiel. W 1906 nastąpiła długotrwała susza, a następnie powódź, które uniemożliwiły pobór wody dla miasta (tzw. katastrofa żelazowo-manganowa). Wykazały one braki w systemie zaopatrzenia i z tego względu rozbudowano go do 428 studni poborowych oraz o kolejne pompownie. Lata sześćdziesiąte i siedemdziesiąte XX w. to kryzys w zaopatrzeniu miasta w wodę. Wymusił on rozbudowę systemu, w tym budowę nowego zakładu uzdatniania wody Mokry Dwór.
| rok        | wydarzenie |
| ---------- | --- |
| 1883       | rozpoczęcie odwiertów próbnych                                                                                      |
| 1896       | opracowanie projektów wstępnych, koniec odwiertów próbnych                                                          |
| 1901       | projekt wstępny przepompowni, początek budowy przepompowni                                                          |
| 1902       | rozpoczęcie budowy studni poborowych                                                                                |
| 1903       | budowa maszyny parowej przepompowni Świątniki, rozbudowa kolejki wąskotorowej do portu                              |
| 1904       | zakończenie budowy studni poborowych (313 sztuk)                                                                    |
| 1905       | zakończenie budowy przepompowni                                                                                     |
| 1906       | susza, następnie powódź, uniemożliwiające normalny pobór wody                                                       |
| 1907       | koniec budowy stacji uzdatniania Na Grobli; budowa odżelaziacza                                                     |
| 1920..1939 | rozbudowa systemy studni poborowych (428 sztuk) i infrastruktury technicznej, budowa pompowni Bierdzany i Radwanice |
| 1945       | pierwsze po zakończeniu II wojny światowej dostawy wody dla miasta                                                  |
| 1949       | uzyskano pełne zaspokojenie potrzeb miasta w wodę                                                                   |
| 1952       | reorganizacja, zmiana nazwy na Miejskie Przedsiębiorstwo Wodociągów i Kanalizacji                                   |
| 1955       | pierwsze niedobory wody w mieście                                                                                   |
| 1959       | "katastrofa cukrowa"                                                                                                |
| 1969       | kryzys w zasilaniu miasta w wodę                                                                                    |
| 1971       | oddanie do eksploatacji kanału przerzutowego Nysa-Oława                                                             |
| 1976       | rozpoczęcie budowy zakładu uzdatniania wody Mokry Dwór                                                              |
| 1982       | oddanie do eksploatacji zakładu Mokry Dwór                                                                          |
| 1970..79   | wymiana pomp w przepompowni Świątniki                                                                               |
| 1996       | wyłączenie z eksploatacji starej przepompowni Świątniki, rozpoczęcie eksploatacji nowej                             |
| 1997       | powódź tysiąclecia, zalanie terenów wodonośnych, pompowni i zakładów uzdatnia wody                                  |
| 2005       | odkrycie na terenach wodonośnych nieznanego gatunku: Brachylecithum glareoli                                        |

## Zasoby wodne

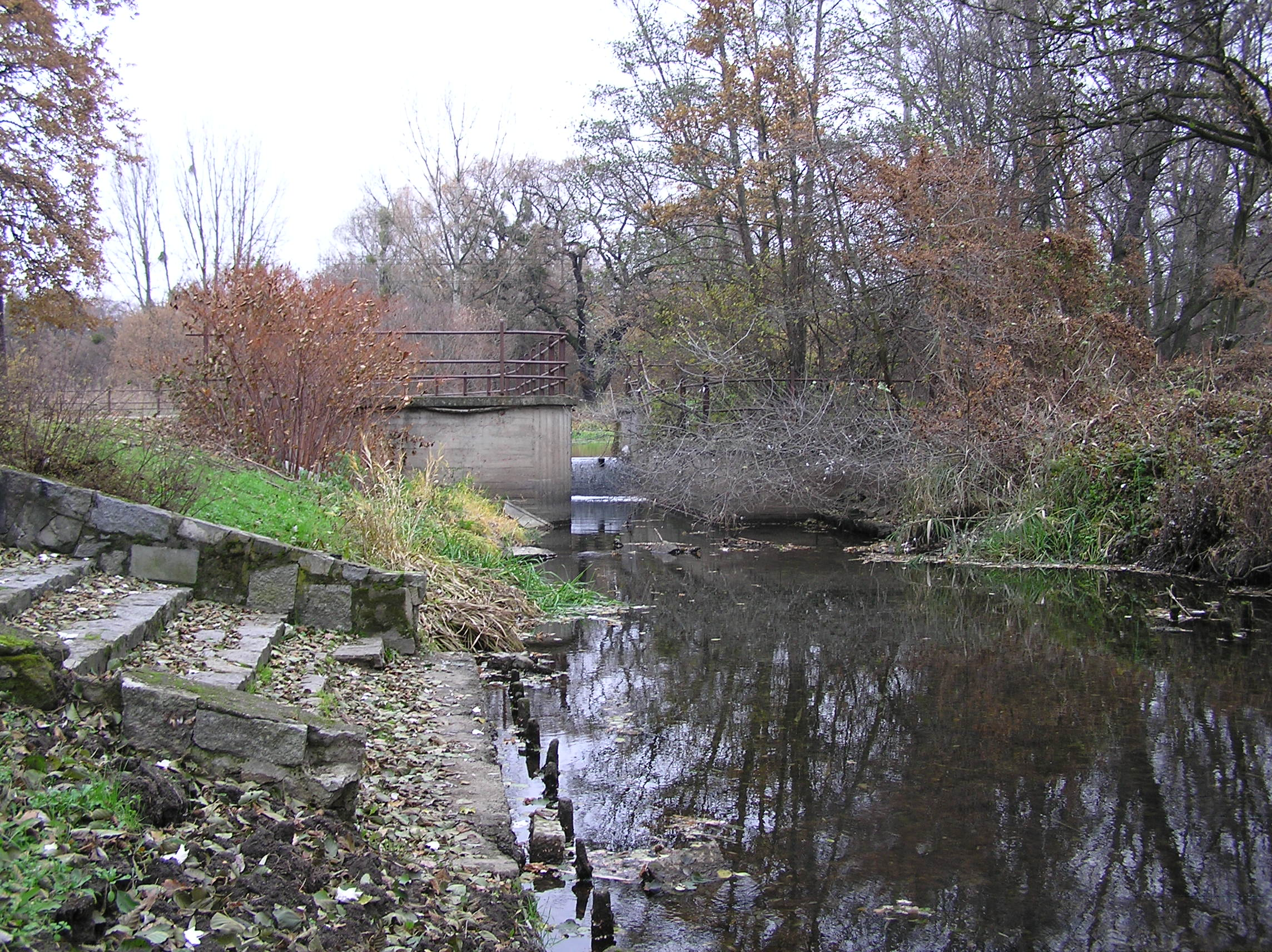
Jaz kierujący wody do Oławy Górnej. Poniżej znajduje się ujście Zielonej.

Na terenach wodonośnych występuje duża ilość wód powierzchniowych Wrocławia. Jak wyżej zaznaczono obszar ten położony jest między rzeką Odrą i Zielona. Pomiędzy nimi przez tereny wodonośne przepływa rzeka Oława. Z wód powierzchniowych oprócz w.w. rzek znajduje się szereg mniejszych cieków (ramiona boczne, kanały, rowy) oraz niewielkich zbiorników wodnych: stawy i rozlewiska, w tym 63 stawy infiltracyjne o łącznej powierzchni około 60 ha. Zasoby wodne zasilane są powierzchniowo wodami rzeki Oława, przy czym część wód niesionych przez tę rzekę, jest przerzucana z rzeki Nysa Kłodzka sztucznie wybudowanym przerzutem przez dział wód – Kanał Nysa-Oława.
Wody podziemne obejmują podziemny zbiornik wodny GZWP 320 w rejonie występowania czwartorzędowego poziomu wodonośnego o średnim stopniu zagrożenia antropogenicznego wód. Głębokość zalegania stropu wynosi do 30 m, zasoby potencjalnie szacowane są na poziomie wysokim, powyżej 70 m³/h (szacunkowe zasoby dyspozycyjne: 250 tysięcy m³/dobę). Jego powierzchnia wynosi 500 km², typ: porowy, średnia głębokość ujęć to 12 m.
Wydajność ujęcia wody wynosi:
- Qmaxd= 250 tys. m³/d – w okresie napełniania stawów infiltracyjnych i normalnej eksploatacji
- Qśred= 160 tys. m³/d

## Infrastruktura techniczna

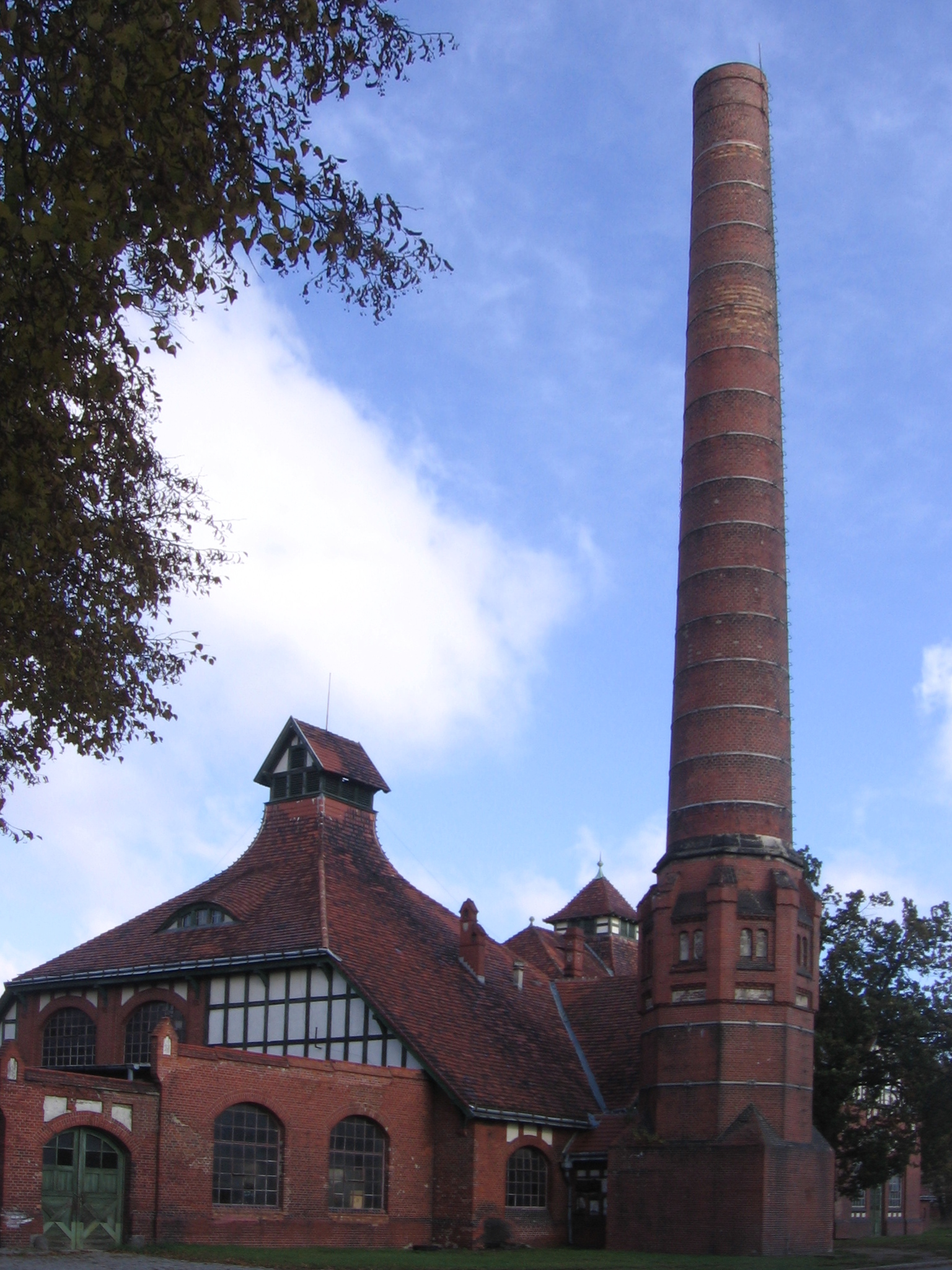
Budynek i komin starej przepompowni.

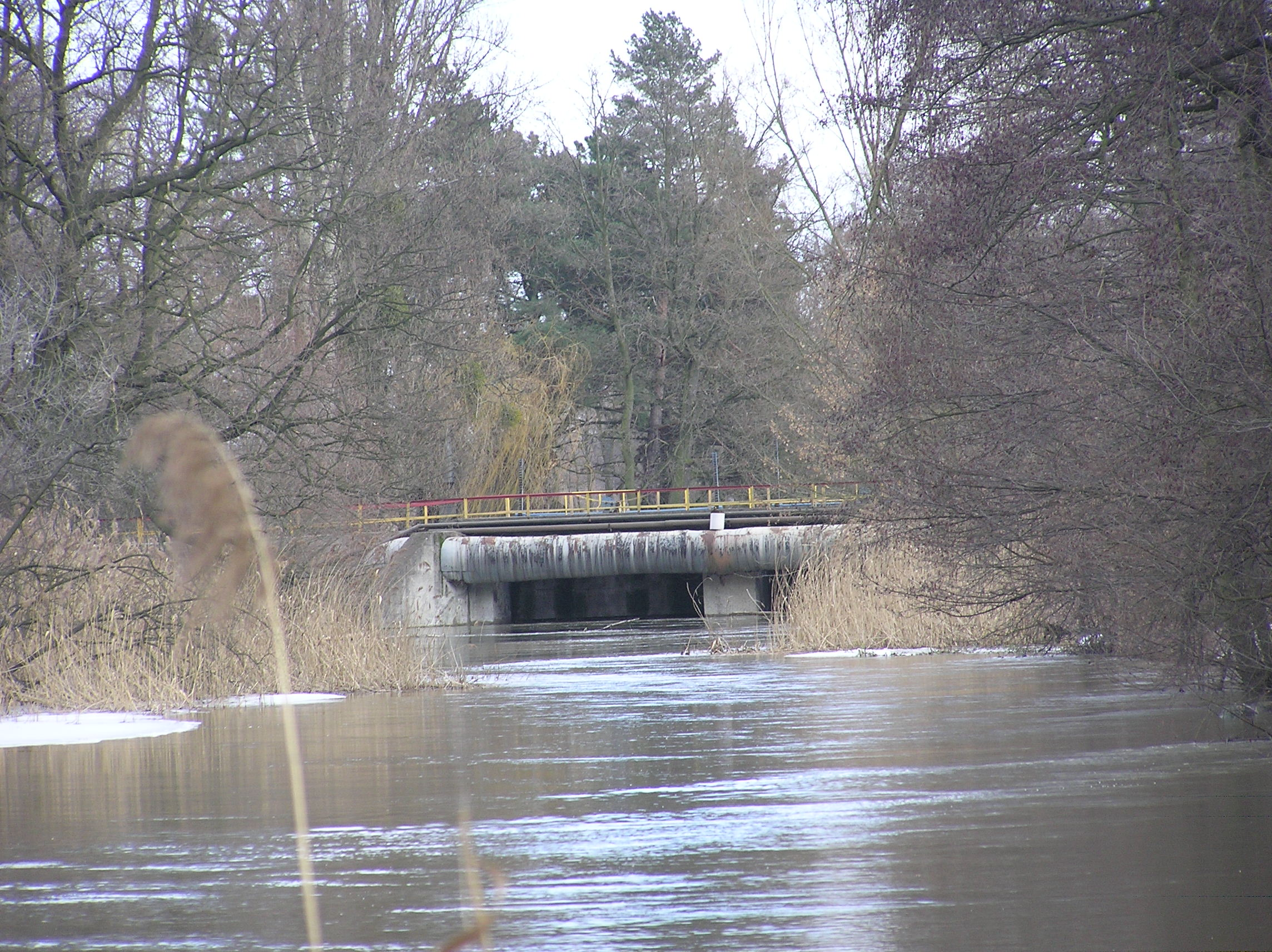
Kładka Barani Skok, widok z Parku Wschodniego.

Powierzchnia terenów wodonośnych wynosi 1026 ha. Na ich obszarze lokalizowane są ujęcia wody powierzchniowej i infiltracyjnej. Stanowią one źródło surowca do produkcji wody wodociągowej dla Wrocławia. Zasilanie wodami z rzeki Oława realizowane jest dzięki pompowni Czechnica. Z niej woda ta rozprowadzana jest do 63 stawów infiltracyjnych siecią kanałów i rowów. Regulację przepływu realizuje się za pomocą systemu zastawek i jazów zastawkowych. Wprowadzona do gruntu za pomocą stawów infiltracyjnych woda, ujmowana jest następnie poprzez 558 studni poborowych, skąd rurociągami przesyłana jest do trzech pompowni: Radwanice, Bierdzany i Przepompownia Świątniki. Rurociągi te pracują jako lewary dzięki systemowi wież odpowietrzających. Za pomocą systemu wyżej wymienionych przepompowni woda dostarczana jest do zakładów uzdatniania wody:
- Zakład Uzdatniania "Na Grobli"[e][13]
- Zakład Uzdatniania "Mokry Dwór"[f][14].

Dalszy przepływ wód rzeki Oława regulowany jest śluzą przy Kładce Barani Skok. Poniżej niej wzdłuż biegu Oławy położone są dwa jazy kierujące (jazy stałe), regulujące przepływ wody w ramionach tej rzeki: Oławie Górnej i Dolnej, opływających Park Wschodni; tuż poniżej jazu do Górnej Oławy uchodzi rzeka Zielona.

## Środowisko przyrodnicze
Tereny wodonośne oceniane są jako szczególnie cenne środowisko przyrodnicze, stanowiące część dużego klina przyrodniczego wchodzącego głęboko w obszar miasta, w ramach korytarza ekologicznego doliny Odry. Są one naturalną kontynuacją nadodrzańskich lasów i łąk ciągnących się w kierunku Wrocławia od Kotowic i Siechnic. Dalej natomiast tereny zielone kontynuowane są w mieście wzdłuż wideł Odry i Oławy. Obejmują przede wszystkim Park Wschodni, Las Rakowiecki, Wzgórze przy ulicy Wilczej, dawne kąpielisko Na Niskich Łąkach, Park na Niskich Łąkach, tereny MPWiK, terasy Odry i inne. Teren ten należy do Grądów Odrzańskich będących jedną ze 118 ostoi ptaków w Polsce, wyznaczonej w oparciu o kryteria międzynarodowe. Chronione są w ramach programu Obszary Natura 2000 – Grądy w Dolinie Odry, PLH020017 (Specjalny Obszar Ochrony Siedlisk). Obszar terenów wodonośnych i inne tereny tego ciągu przyrodniczego proponowany jest do objęcia ochroną w postaci Parku Krajobrazowego Dolina Odry II (Park Krajobrazowy Dolina Odry i Oławy). Ochrona i zrównoważony rozwój tego obszaru są również uwzględnione w Zasadach Polityki Ekologicznej Wrocławia przyjętych uchwałą L II/813/98 Rady Miejskiej Wrocławia z dnia 5 czerwca 1998 roku.
Ekosystem terenów wodonośnych oparty jest na podmokłym środowisku tworzonym przez zbiorniki wodne takie jak rozlewiska i stawy oraz cieki wodne: rzeki (Oława, Zielona, Odra), ramiona boczne, kanały, rowy; duże obszary stanową łąki, w tym łąki
zmiennowilgotne, występują także zadrzewienia pozostałe po łęgach wierzbowo-topolowych, oraz nowe zadrzewienia wkraczające na łąki od strony miejscowości Siechnice i Radwanice.
Z gatunków roślin występujących w obszarze terenów wodonośnych można wymienić:
- drzewa: wierzby, topole
- rośliny wodne: grążel żółty, salwinia pływająca
- łąki: kruszczyk szerokolistny, selernica żyłkowana, kosaciec syberyjski, wilczomlecz błotny, goryczka wąskolistna, mieczyk dachówkowaty, groszek błotny[11], zimowit jesienny[2][4].

Zwierzęta:
- gąbka słodkowodna
- gronostaj
- łasica
- wydra
- bóbr
- ptaki – lęgowe i prawdopodobnie lęgowe, to 111 gatunków, między innymi[11][3][4][1]:
  - bąk
  - kania rdzawa
  - kropiatka
  - bocian czarny
  - bączek
  - płaskonos
  - cyranka
  - czapla
  - bażant
- motyl nocny Acosmetica caliginosa[2]
- sarna[1]
- Sisyra terminalis[1]
- Brachylecithum glareoli[1][18] (żyje w przewodzie pokarmowym nornicy rudej[19])
- gatunki obce: norka amerykańska[11].